# In the Name of God (chanson)
Pistes de Train of Thought
Stream of Consciousness
(6)
In The Name Of God est la septième chanson de l'album Train of Thought du groupe de metal progressif Dream Theater. La musique a été composée par John Myung, John Petrucci, Mike Portnoy et Jordan Rudess et les paroles ont été écrites par John Petrucci.

## Apparitions
1. Train of Thought (Album) (2003)
2. Live at Budokan (DVD Live) (2004)
3. Live at Budokan (Album Live) (2004)

## Faits Divers
- Les paroles dénoncent l'usage de la religion pour expliquer des actes de violence. Elle dénonce donc les groupes extrémistes, le gouvernement américain et bien d'autres puissances utilisant le nom de Dieu à de mauvaises fins.
- À la fin de la chanson, on peut entendre The Battle Hymn of the Republic qui est l'exemple même de la chanson patriotique à tendance religieuses.
- La dernière note (qui est aussi la dernière de l'album) est jouée par Jordan Rudess avec son nez.

## Personnel
- James LaBrie - chant
- John Myung - basse
- John Petrucci - guitare et chant
- Mike Portnoy - batterie et chant
- Jordan Rudess - claviers